# 브로코폰도구

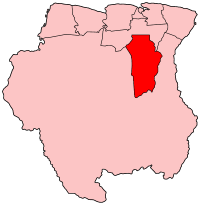
브로코폰도 구의 위치

브로코폰도구(네덜란드어: Brokopondo)는 수리남의 구로 행정 중심지는 브로코폰도이며 면적은 7,364km2, 인구는 15,909명(2012년 기준), 인구 밀도는 2.2명/km2이다. 북쪽으로는 파라 구, 남쪽으로는 시팔리비니 구와 접한다. 6개 지방 자치체를 관할한다.